# Kees Vendrik
Cornelis Constant Maria (Kees) Vendrik (Nijmegen, 30 januari 1963) is een Nederlands econoom en politicus. Hij was van 1998 tot 16 juni 2010 lid van de Tweede Kamerfractie van GroenLinks. Na zijn vertrek uit de politiek werd hij in 2011 lid van de Algemene Rekenkamer. Van april 2017 tot juli 2022 was Vendrik hoofdeconoom bij Triodos Bank. Van 11 juni 2019 tot 21 september 2022 was hij daarnaast lid van de Eerste Kamer voor GroenLinks. Per 3 november 2022 werd hij voorzitter van het Nationaal Klimaat Platform.

## Voor de politiek
Vendriks vader, Prof. dr. A.J.H. (Ton) Vendrik, was hoogleraar biofysica aan de Katholieke Universiteit Nijmegen (vanaf september 2004 Radboud Universiteit) en aldaar rector magnificus in de jaren 1976 tot 1979. Zijn moeder, Wil Vendrik-Twaalfhoven, was psycholoog. Tussen 1975 en 1981 bezocht Vendrik het Stedelijk Gymnasium in Nijmegen. Vervolgens studeerde hij tussen 1981 en 1984 politicologie aan de Katholieke Universiteit Nijmegen en theaterregie in Arnhem. Tussen 1984 en 1988 studeerde hij politicologie aan de Universiteit van Amsterdam, waar hij zich specialiseerde in internationale politieke economie. Tijdens zijn studietijd werd hij lid van de Pacifistisch Socialistische Partij (PSP).
Na zijn studietijd werd hij medewerker van de Tweede Kamerfractie van de PSP. Toen deze in 1989 opging in GroenLinks werd hij sociaal-economisch beleidsmedewerker van de fractie van GroenLinks. Tussen 1990 en 1992 studeerde hij sociale verzekeringen in Amsterdam. In 1993 was hij kortstondig ambtenaar op het ministerie van Volkshuisvesting, Ruimtelijke Ordening en Milieu. Vervolgens werd hij chef politieke programmering bij het politiek-cultureel centrum De Balie, waar hij samenwerkte met Femke Halsema, die toen nog activiteiten voor de PvdAontplooide. Vendrik bleef binnen GroenLinks actief en werd lid van de redactie van De Helling, het blad van het Wetenschappelijk Bureau van GroenLinks. In 1998 publiceerde hij het boekje De prijs van de euro, over de financiële gevolgen van de invoering van de euro. Tegenlicht, een televisieprogramma, maakte hierover in 2011 een documentaire in samenwerking met Vendrik. In 2014 publiceerde hij samen met Egbert Kalse Het Crisisdiner, een boek dat de kredietcrisis analyseert, waaraan onder anderen Wouter Bos, Ewald Engelen, Bernard ter Haar, Bas Jacobs en Tom van der Lee een bijdrage leverden.

## Politieke levensloop
In 1998 werd Vendrik verkozen in de Tweede Kamer. Binnen de Tweede Kamerfractie werd hij financieel specialist. In 2006 was hij voorzitter van de commissie voor het verkiezingsprogramma van GroenLinks. Bij de verkiezingen werd Vendrik tweede op de lijst. Na de verkiezingen werd hij vicefractievoorzitter. Hij is echter vanwege ziekte langdurig uitgeschakeld geweest. Begin 2008 maakte hij zijn rentree.
Op dat moment beheerde Vendrik de portefeuilles Financiën, Volksgezondheid, Welzijn en Sport, Economische Zaken en Ontwikkelingssamenwerking. Hij had zitting in de commissies Economische Zaken en Financiën, Rijksuitgaven en in de contactgroep met België.
Als parlementariër zette Vendrik zich in voor een breed scala aan onderwerpen. Zo diende hij in 2002 de motie Vendrik in, teneinde het gebruik van opensourcesoftware in de publieke sector te stimuleren. Ook nam hij de verdediging van het initiatiefwetsvoorstel van Ab Harrewijn over. Dat geeft ondernemingsraden inzicht in de hoogte van inkomens van topkader, bestuurders en toezichthouders van de onderneming. Beide initiatieven werden verwezenlijkt.
Bij de Kamerverkiezingen van 9 juni 2010 was Vendrik niet langer verkiesbaar. Wel stelde hij op de achtergrond betrokken te blijven bij GroenLinks. Bij zijn afscheid werd hij door Gerrit Zalm, die in dezelfde periode minister van Financiën was geweest als Vendrik woordvoerder financiën was, "de beste minister van Financiën, die Nederland nooit gehad heeft" genoemd.
In april 2011 werd Vendrik lid van de Algemene Rekenkamer. Hier werkte hij precies zes jaar. Per 1 april 2017 werd hij hoofdeconoom bij Triodos Bank.
Per 1 september 2017 was Vendrik lid van de raad van advies van het Centraal Bureau voor de Statistiek In 2019 trad hij daar terug in verband met zijn verkiezing tot lid van de Eerste Kamer. Per 11 juni 2019 nam hij daarin zitting voor GroenLinks. Hiermee keerde hij deels terug in de politiek. Medio 2022 stopte hij als hoofdeconoom bij Triodos Bank.
21 september 2022 verliet Vendrik de Eerste Kamer, omdat hij door het kabinet geselecteerd was als beoogd voorzitter van het platform voor maatschappelijke dialoog en reflectie over het klimaatbeleid. Het Nationaal Klimaat Platform ging op 3 november 2022 officieel van start, aan het eind van de dag van het Klimaatakkoord dat aan het klimaatbeleid in 2019 nvulling moest geven. Het platform vervangt het voortgangsoverleg tussen het kabinet Rutte III en 150 maatschappelijke organisaties, dat plaatsvond onder leiding van voorzitter Ed Nijpels. Nijpels was 10 jaar betrokken bij het Energieakkoord en Klimaatakkoord binnen het klimaatberaad, waar Vendrik al deel van uitmaakte. Het Nationaal Klimaat Platform brengt advies uit aan de regering. Vendrik neemt naast het voorzitterschap ervan onder andere ook de communicatie met de media voor zijn rekening.

## Persoonlijk leven
Vendrik leeft samen met politicoloog Natasja van den Berg. Zij hebben samen een zoon en een dochter. Een ander zoontje van Vendrik overleed na zeven maanden. Uit een eerdere relatie heeft hij nog een dochter.
- Gemeinsame Normdatei: 170896595
- International Standard Name Identifier: 0000 0003 5818 3789
- Library of Congress Control Number: n98083550
- Parlement.com: vg09llk9rzrq
- Virtual International Authority File: 207082289
- WorldCat: E39PBJvMvWqvdp8439gx3xTfv3